# India Open 1983
Die India Open 1983 (damals noch als India Masters bezeichnet) im Badminton fanden vom 23. bis zum 27. November 1983 in Bombay statt.

## Finalergebnisse
| Disziplin    | Sieger                              | Finalist                       | Ergebnis          |
| ------------ | ----------------------------------- | ------------------------------ | ----------------- |
| Herreneinzel | Morten Frost                        | Prakash Padukone               | 15-7, 15-13       |
| Dameneinzel  | Yoo Sang-hee                        | Kirsten Larsen                 | 11-6, 11-1        |
| Herrendoppel | Jens Peter Nierhoff Jesper Helledie | Steve Baddeley Martin Dew      | 7-15, 15-6, 15-14 |
| Damendoppel  | Kim Yun-ja Yoo Sang-hee             | Maria Fransisca Ruth Damayanti | 15-7, 15-12       |
| Mixed        | nicht ausgetragen                   | nicht ausgetragen              |                   |